# Okres Příbram
Okres Příbram (deutsch Bezirk Pribram) ist ein Bezirk im Südwesten des Středočeský kraj in Tschechien. Im Westen und Nordwesten befinden sich ausgedehnte Wälder in einer hügeligen Landschaft, die über 800 Meter hoch ist (Tok 864 m ü. M.); der tiefste Punkt befindet sich beim Flüsschen Křeničná (271 m ü. M.). Durch das Gebiet fließt die Moldau, an der sich zwei Talsperren befinden, die Orlík-Talsperre und Kamýcká přehrada. Orlík ist die größte Talsperre Tschechiens.
Mit 1.692 km² ist Příbram größter Bezirk des Kreises. In ihm leben 117.554 Einwohner (Stand 1. Januar 2023), 57 % davon in den sieben Städten Příbram, Dobříš, Sedlčany, Sedlec-Prčice, Březnice, Rožmitál pod Třemšínem und Nový Knín. Der Okres umfasst 120 Gemeinden mit 412 Ortsteilen und 517 Grundsiedlungseinheiten.
Am Fuß der Gebirge werden Naturschätze, unter anderem Uranerz abgebaut, was dem Bezirk hohe Umweltbelastungen beschert. Daneben haben sich Maschinenbau, Lebensmittelindustrie und die Verarbeitung von NE-Metallen angesiedelt. Der größte Arbeitgeber ist der Kunststoffwarenhersteller RAVAK in Příbram. An landwirtschaftlichen Produkten werden Kartoffeln und Getreide angebaut, daneben wird Viehzucht betrieben. Ende 2015 wurde der Truppenübungsplatz Brdy aufgelöst.
51 % der Bevölkerung ist erwerbstätig, 27 % davon in der Industrie und knappe sieben Prozent in der Land- und Forstwirtschaft. Der Durchschnittslohn beträgt 14.369 Kronen, die Arbeitslosigkeit 9 %.

## Sehenswürdigkeiten
Durch den hohen Naturanteil ist der Bezirk ein beliebtes Erholungsgebiet. So finden sich viele Wochenendhäuser an der Orlík-Talsperre. Historische Denkmäler findet man in
- Příbram mit Museen, die sich mit dem Bergbau beschäftigen, sowie dem Wallfahrtsort Svatá hora (Heiliger Berg), erbaut 1675.
- In Jince kann man ein seltenes technisches Denkmal besichtigen, den Hochofen Barbora, den ältesten seiner Art in Tschechien.
- Über Jince befindet sich die prähistorische Burgwall Plešivec.
- Schloss Dobříš ist ein Rokokoschloss mit ausgedehnter Parkanlage.
- Sedlčany gehört zu den ältesten Städten Böhmens.
- Schloss Březnice und das jüdische Viertel in Březnice.
- Burg Rožmitál pod Třemšínem wurde im 14. Jahrhundert von Ernst von Pardubitz erbaut.
- Gedenkstätte Vojna für ein Kriegsgefangenen- und späteres Arbeitslager bei Lešetice.

Hinzu kommen Naturdenkmäler wie Albertovy skály und eine Reihe weiterer geschützter Naturparks.

## Städte und Gemeinden
Bezděkov pod Třemšínem – Bohostice – Bohutín – Borotice – Bratkovice – Březnice – Bukovany – Buková u Příbramě – Cetyně – Čenkov – Čím – Daleké Dušníky – Dlouhá Lhota – Dobříš – Dolní Hbity – Drahenice – Drahlín – Drásov – Drevníky – Drhovy – Dubenec – Dublovice – Dubno – Háje – Hluboš – Hlubyně – Horčápsko – Hřiměždice – Hudčice – Hvožďany – Chotilsko – Chrást – Chraštice – Jablonná – Jesenice – Jince – Kamýk nad Vltavou – Klučenice – Kňovice – Korkyně – Kosova Hora – Kotenčice – Koupě – Kozárovice – Krásná Hora nad Vltavou – Křepenice – Křešín – Láz – Lazsko – Lešetice – Lhota u Příbramě – Malá Hraštice – Milešov – Milín – Modřovice – Mokrovraty – Nalžovice – Narysov – Nečín – Nedrahovice – Nechvalice – Nepomuk – Nestrašovice – Nová Ves pod Pleší – Nové Dvory – Nový Knín – Občov – Obecnice – Obory – Obořiště – Ohrazenice – Osečany – Ostrov – Ouběnice – Pečice – Petrovice – Pičín – Počaply – Počepice – Podlesí – Prosenická Lhota – Příbram – Příčovy – Radětice – Radíč – Rosovice – Rožmitál pod Třemšínem – Rybníky – Sádek – Sedlčany – Sedlec-Prčice – Sedlice – Smolotely – Solenice – Stará Huť – Starosedlský Hrádek – Suchodol – Svaté Pole – Svatý Jan – Svojšice – Štětkovice – Těchařovice – Tochovice – Trhové Dušníky – Třebsko – Tušovice – Velká Lečice – Věšín – Višňová – Volenice – Voznice – Vrančice – Vranovice – Vševily – Vysoká u Příbramě – Vysoký Chlumec – Zalužany – Zbenice – Zduchovice – Županovice